# 金城泰邦
金城 泰邦（きんじょう やすくに、1969年〈昭和44年〉7月16日 - ）は、日本の政治家。公明党所属の衆議院議員（2期）。文部科学大臣政務官。公明党組織委員会地方議会局次長、組織委員会遊説局次長、外交部会長代理、内閣副部会長、沖縄方面副本部長。
浦添市議会議員（2期）、沖縄県議会議員（1期）などを歴任した。

## 来歴
那覇市生まれ、浦添市育ち。1995年、沖縄国際大学法学部法学科卒業。同年、金秀建設株式会社入社。退社したのち、2001年より衆議院議員白保台一の公設秘書を務める。2005年に金秀建設株式会社に再入社する。
2009年、浦添市議会議員選挙に公明党公認で立候補し当選。2013年に再選、2期務めた。
2016年6月、沖縄県議会議員選挙（浦添市選挙区）に公明党公認で立候補し、当選。2020年6月の県議会議員選挙にも立候補を予定していたが、同年4月、新型コロナウイルスの感染拡大に伴い選挙運動が制限されることを考慮した公明党により公認を取り消されたため、立候補を断念した。
同年7月、次期衆議院議員総選挙における公明党の比例九州ブロック単独候補として公認を内定される。
2021年10月31日の第49回衆議院議員総選挙投開票の結果、衆議院議員に初当選を果たした。沖縄を地盤に持つ公明党の国会議員が誕生するのは、白保の退任以来16年ぶりのことであった。
2024年10月3日、第1次石破内閣で文部科学大臣政務官に任命される。同年10月28日に投開票が行われた第50回衆議院議員総選挙でも比例九州ブロックから単独立候補し、再選。同年11月11日、第2次石破内閣で文部科学大臣政務官に再任された。

## 政策
- 選択的夫婦別姓制度について、「賛成」[8]
- 同性婚を法律に明記することについて、「やや賛成」[8]
- 日本の防衛力をさらに強化することについて、「どちらともいえない」[8]
- アメリカとの同盟関係を強化することについて、「やや賛成」[8]

## 選挙歴
| 当落 | 選挙                     | 執行日         | 年齢 | 選挙区           | 政党   | 得票数 | 得票率 | 定数 | 得票順位 /候補者数 | 政党内比例順位 /政党当選者数 |
| ---- | ------------------------ | -------------- | ---- | ---------------- | ------ | ------ | ------ | ---- | ------------------ | ---------------------------- |
| 当   | 2009年浦添市議会議員選挙 | 2009年2月8日   | 39   | ーー             | 公明党 | 1814票 | ーー   | 30   | 8/36               | /                            |
| 当   | 2013年浦添市議会議員選挙 | 2013年2月10日  | 43   | ーー             | 公明党 | 1697票 | ーー   | 27   | 9/35               | /                            |
| 当   | 2016年沖縄県議会議員選挙 | 2016年6月5日   | 47   | 浦添市選挙区     | 公明党 | 9254票 | ーー   | 4    | 2/7                | /                            |
| 当   | 第49回衆議院議員総選挙   | 2021年10月31日 | 52   | 比例九州ブロック | 公明党 | ーー票 | ーー   | 20   | /                  | 3/4                          |
| 当   | 第50回衆議院議員総選挙   | 2024年10月27日 | 55   | 比例九州ブロック | 公明党 | ーー票 | ーー   | 20   | /                  | 3/3                          |